# Economia institucional
S'anomena economia institucional o escola institucionalista (nord)americana l'aproximació als estudis econòmics que se centra en la comprensió del paper del procés evolutiu i el paper de les institucions socials en la formació del comportament econòmic. L'aproximació original es basava en la percepció per Thorstein Veblen d'una dicotomia entre, d'una banda, la tecnologia, i, per l'altre, l'esfera cerimonial o ritual de la societat. El nom i elements bàsics de l'escola es remunten a un article de 1919 de Walton H. Hamilton a l' American Economic Review.
L'Institucionalisme veu les relacions de mercat com a resultat de la interacció complexa de diverses institucions (per exemple, les normes socials i jurídiques, empreses, estats, etc, totes les quals afecten el comportament dels individus). Aquesta tradició continua en l'actualitat com una de les aproximacions o percepcions principals de l'economia heterodoxa.

## Característiques i àrea d'interès
L'economia institucional se centra en l'aprenentatge, racionalitat limitada, i el canvi o evolució (en lloc d'assumir preferències estables, racionalitat i l'equilibri econòmic).
Alguns institucionalistes veuen Karl Marx com a membre de la tradició institucionalista, perquè descriu el capitalisme com un sistema social històricament determinat. No obstant això altres institucionalistes no estan d'acord amb aquesta percepció del canvi o evolució econòmica, veient en el seu lloc fenòmens o elements com el mercat, diners i la propietat privada dels mitjans de producció com de fet evolucionant amb el temps, però com a resultat de les accions intencionals dels individus.
La relació entre el dret i l'economia ha estat un tema important des de la publicació d'un estudi sobre les fundacions legals del capitalisme per John R. Commons en 1924. El desenvolupament de l'economia conductual constitueix un altre moment d'importància, atribuïble a la insistència de l'economia institucional de basar-se en el que es coneix sobre la psicologia i la ciència cognitiva, en lloc de simples suposats,  lògics o no, de comportament econòmic.
L'institucionalisme rebutja la reducció de la influència de les institucions a simplement constituir expressió de gustos o preferències i tecnologies (veure fal·làcia naturalista). Gustos, juntament amb tecnologies, expectatives del futur, hàbits i motivacions no només determinen la naturalesa de les institucions, però són també limitades i formades per elles. Les persones viuen i treballen en institucions, la qual cosa dona forma a les seves visions del món, incloent estàndards, metes i aspiracions. Fonamentalment, l'institucionalisme (i les seves contraparts modernes) posa l'accent en els fonaments normatius i els processos evolutius i volitius pels quals s'inicien i modifiquen les institucions. Els canvis en les institucions són necessàriament el resultat dels incentius creat elles mateixes i, per tant, endogens. En concret, l'institucionalisme és, en un sentit ampli, una resposta a l'ortodòxia econòmica, i la seva reintroducció en la forma de la nova economia institucional és, doncs, un desafiament explícit a l'economia neoclàssica, ja que es basa en una premissa fonamental — que l'economia no pot ser separada del sistema polític i social en el qual està immersa— que els neoclàssics rebutgen.
Alguns dels autors que, sense ser generalment considerats part de l'escola, ja sigui van influir o van ser-ne influïts hi inclouen: Charles Wright Mills, John Dewey, Gunnar Myrdal, Robert Frank, etc.

## Representants principals

### Thorstein Veblen

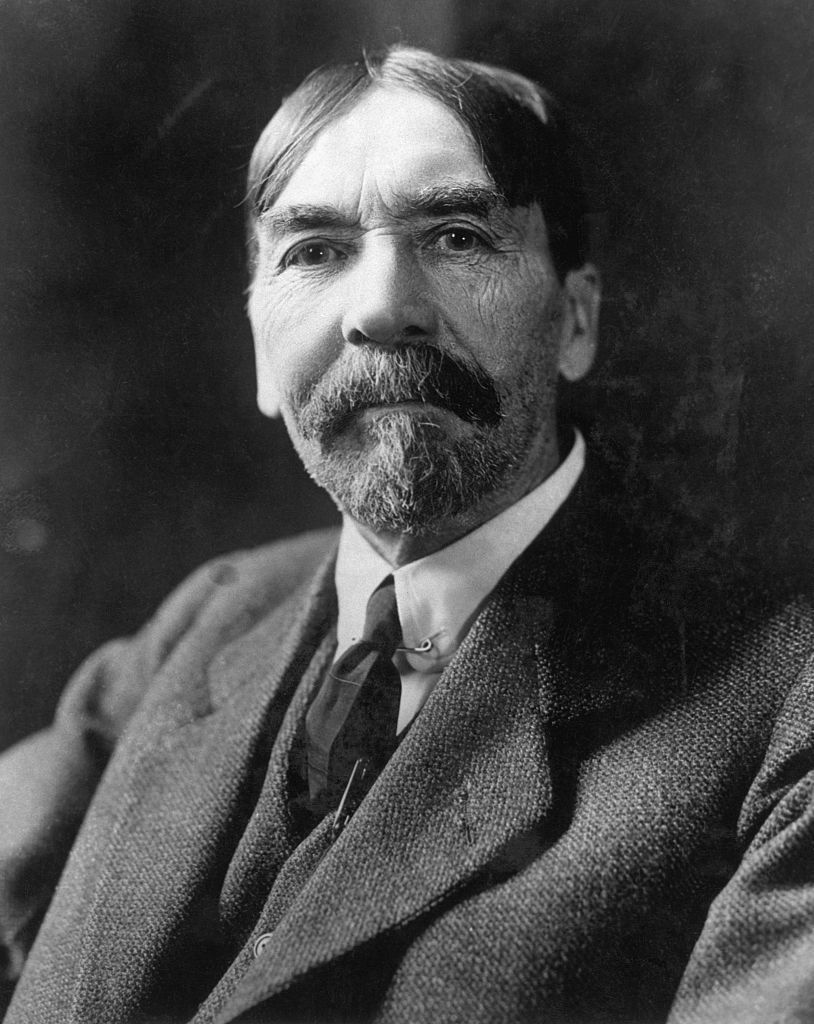
Thorstein Veblen

Thorstein Veblen va escriure el seu influent La teoria de la classe ociosa en 1899), mentre ell era professor a la Universitat de Chicago. S'hi analitzen la tendència del capitalisme al que Thorstein denomina el “consum ostensible o notori” de riqueses, com una manera de demostrar èxits o assoliments. Un altre concepte properament associat és el “oci conspicu”. Veblen nota que ambdues "activitats" estan en contradicció directa amb la visió neoclàssica que el capitalisme és eficient (en la mesura que la producció és per malbaratar més que per utilitzar eficientment) i fomenta esforç i sacrifici. En el seu The Theory of Business Enterprise (1904) Veblen introdueix una distinció entra la motivació de la producció industrial amb la fi que la gent pugui usar coses amb la motivació que utilitza o abusa la infraestructura industrial amb finalitats de lucre, argumentant que la primera és sovint obstaculitzada perquè les empreses persegueixen la segona. En la seva opinió, la producció i l'avanç tecnològic estan limitades tant per aquestes pràctiques empresarials com per l'existència de monopolis. Les empreses busquen protegir les seves inversions de capital existents i recorren per a això a nivells excessius de crèdit, la qual cosa porta a depressió és i l'augment de les despeses militars a causa del control del poder polític per les empreses. No obstant això, aquests dos llibres, centrant-se el primer en una crítica del Consumerisme o consum excessiu, i el segon en l'especulació, no advocar pel canvi.
A partir de les dècades de 1920 i, especialment després de la Crisi de 1929 a Wall Street; els advertiments de Veblen sobre els efectes negatius de la tendència al consum desmesurat i la necessitat de crear institucions financeres sòlides van guanyar versemblança. Veblen segueix sent considerat un crític destacat i rellevant, que adverteix contra els excessos del que ara es diu el estil de vida nord-americà, l'American Way of Life.

### John R. Commons
Darrera de les idees de Commons, consolidades en la seva Institutional Economics (1934), aquesta la percepció que l'economia és una xarxa de relacions entre persones amb interessos divergents. Hi ha monopolis, grans empreses, conflictes laborals i les fluctuacions dels cicles econòmics, tots tant reflectint com produint conflictes. No obstant això tots tenen també, en la percepció de Commons, un interès en la resolució d'aquestes disputes (atès que tots es beneficien de l'existència i funcionament de l'aparell econòmic). En la concepció de Commons, el Govern ha de ser el mediador entre aquests grups en conflicte, a fi de disminuir les causes i accelerar resolucions. Conseqüentment, Commons va dedicar gran part del seu temps a la labor d'assessorament i mediació en les comissions industrials.

### Clarence Ayres
Ayres (1891-1972) va ser el principal pensador del que alguns han cridat l'escola de Texas de l'economia institucional. Ayres va desenvolupar les idees de Thorstein Veblen en una dicotomia entre "tecnologia " i "institucions" per separar clarament la inventiva dels aspectes “heretats” de les estructures econòmiques. Ayres percep la tecnologia com estant sempre un pas més endavant que les institucions socioculturals. Per el, les institucions estan identificades amb els sentiments i la superstició i, en conseqüència, només juguen una espècie de paper residual, restrictiu, en la seva teoria del desenvolupament, en la qual el centre principal és la tecnologia. Ayres estava sota una forta influència de Hegel i les seves institucions tenien la mateixa funció que el "Schein" (amb la connotació d'engany i il·lusió) tenia per Hegel. Potser un nom més apropiat per a la posició d'Ayres seria el de "tecno-conductista" en lloc d'institucionalista.

### Adolf Berle

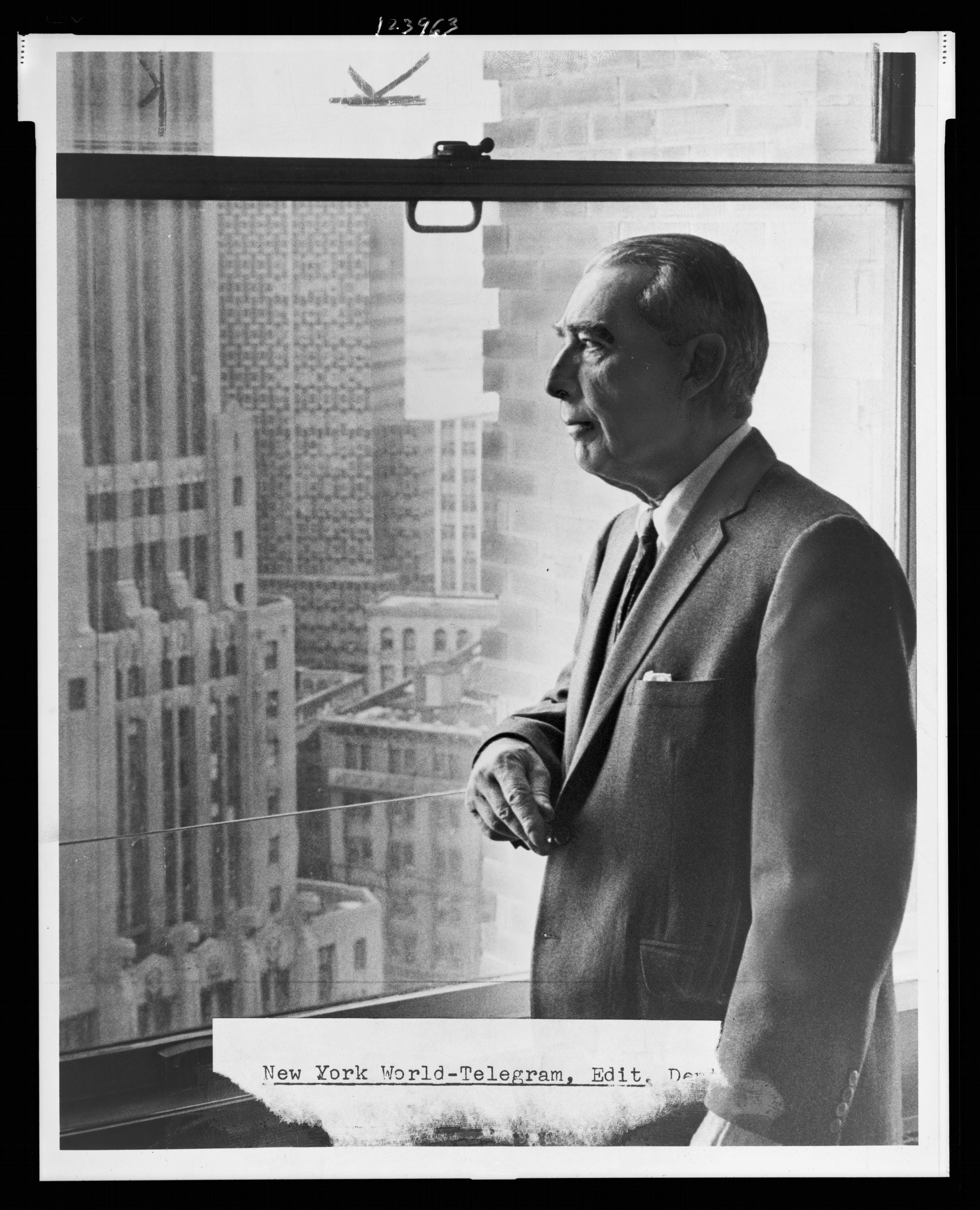
Adolf Berle

Berle (1895-1971) va ser un dels primers autors a combinar l'anàlisi jurídica i econòmica, i la seva obra s'erigeix com un dels pilars del pensament de la gestió empresarial moderna. Igual que Keynes, Berle va ser en la Conferència de Pau de París de 1919, i de manera similar va renunciar al seu treball diplomàtic, no satisfet amb els termes del Tractat de Versalles. En el seu The Modern Corporation and Private Property (1932) (en conjunt amb Gardiner C. Means), Berle va detallar l'evolució de les grans empreses en l'economia contemporània, i va argumentar que s'ha d'exigir que els que controlaven aquestes grans empreses rendeixin comptes i siguin fets legalment responsables per les seves accions. Això podria incloure els drets a triar i acomiadar directors i gerents, requeriment de juntes generals periòdiques i reglamentades, normes comptables, etc.(Als Estats Units dels 1930, la legislació típica d'empreses no especificava clarament aquests drets dels accionistes) Berle va argumentar que els directors que no rendeixen comptes de les empreses tendeixen per tant a apropiar-se dels fruits dels beneficis de les empreses en les seves pròpies butxaques, així com manejar la gestió de l'empresa en els seus propis interessos. La capacitat de fer això és incrementada pel fet que la majoria dels accionistes de grans empreses d'accions són individus aïllats, amb pocs mitjans de comunicació, en suma, febles i manipulables.
Berle va servir en l'administració del president Franklin Delano Roosevelt a través de la depressió, i va ser un membre clau dels "experts" anomenats en desenvolupament moltes de les polítiques del New Deal. En 1967 Berle i Means van publicar una edició revisada del seu treball, en el qual el pròleg afegeix una nova dimensió a l'anàlisi. El problema és no només la separació dels administradors de les empreses dels propietaris. Es planteja la qüestió de quin serà el resultat final de l'estructura corporativa de les empreses:
| « | Els accionistes no treballen ni filen per guanyar dividends i gaudir dels augments dels preus de les accions. Ells són beneficiaris sols per la seva posició. (però) Justificació per herència... només pot fundar-se en raons socials... que aquesta justificació es converteix en (raó de) la distribució, així com l'existència de la riquesa. La seva força (de l'argument) només existeix en proporció directa al nombre de persones que tenen tal riquesa. La justificació de l'existència dels accionistes per tant depèn de l'augment de la distribució dins de la població nord-americana. Idealment la posició dels accionistes serà inexpugnable quan cada família nord-americana tingui el seu fragment d'aquesta posició i de la riquesa mitjançant la qual l'oportunitat de desenvolupar la individualitat arriba a ser totalment actualitzada. | » |

### John Kenneth Galbraith
L'obra de Galbraith (1908–2006) és massa vasta com per poder resumir-la adequadament en aquest espai. Conseqüentment solament s'esmentessin un parell de contribucions rellevants a l'escola.
Central en aquesta contribució és la percepció que en una època de grans empreses, no és realista pensar en mercats del tipus clàssic. Les grans empreses estableixen les seves pròpies condicions al mercat, i utilitzen els seus recursos combinats, per exemple en publicitat; a fi de promoure la demanda dels seus propis productes. Al mateix temps Galbraith argumenta - en el seu La societat opulenta (1958) - que els votants que accedeixen a una certa riquesa material comencen a votar en contra del ben comú. Com a resultat, les preferències individuals en general reflecteixen les preferències de les empreses establertes o “de renom” (el "efecte dependència"), i l'economia en el seu conjunt està orientat a metes irracionals. En el seu El nou estat industrial Galbraith sosté que les decisions econòmiques són planificades per una burocràcia privada (la tecnoestructura) d'experts que manipulen els canals de comercialització i relacions públiques (vegeu propaganda com a enginyeria social). Aquesta jerarquia busca el seu propi interès, per ells els beneficis de l'empresa ja no són el principal motivador, i, de fet, els directors no estan sota control. Com que aquests nous planificadors requereixen mercats constants i economies estables, les empreses eviten o fins i tot detesten riscs. Ells recluten governs per servir els seus interessos a través de la política fiscal i monetària, per exemple, adherint a polítiques monetaristes que enriqueixen els prestadors en la borsa a través d'augments en les taxes d'interès. Mentre els objectius de la societat de l'abundància i els d'un govern còmplice estan al servei de la tecnoestructura irracional, l'espai públic és cada vegada més empobrit. Galbraith descriu el descens des de viles àtic (penthouses) a caminar per carrers sense pavimentar, des de jardins manicurats a parcs públics dilapidats. A Economics and the Public Purpose (1973), Galbraith advoca per un "nou socialisme" com la solució, nacionalitzant la producció militar i els serveis públics com la salut, la introducció de salari disciplinat i controls de preus per reduir la desigualtat.

## Crítiques
Els crítics de l'escola han sostingut que el concepte d'"institució" és tan central per tota les ciències socials que no té sentit utilitzar-la com un terme exclusiu d'una escola teòrica particular. En la pràctica hi ha hagut un debat sovint confús sobre quins acadèmics són "institucionalistes" o no - i una confusió similar sobre el que se suposa que ha de ser el nucli de la teoria. En altres paraules, s'al·lega que, al final del dia, el concepte de la influència de les institucions sobre l'actuar individual és tan general i acceptat que ha arribat a significar qualsevol cosa per a qualsevol, que, en conseqüència, en realitat no significa gens. De fet, es pot argumentar, com s'ha fet des de primera hora que el terme "institucionalistes" estava fora de lloc, ja que Veblen, Hamilton i Ayres estaven preocupats per l'evolució (i la "objectivació") de les forces de la tecnologia, i les institucions tenien un lloc secundari dins de les seves teories. Les institucions eren gairebé una espècie d'"anti-coses", la seva preocupació fonamental era a la tecnologia i no les institucions. En lloc de ser "institucionalistes", Veblen, Hamilton i Ayres eren anti-institucionalistes.

## Institucionalisme: llegat i present
L'institucionalisme és i va ser un element central en l'economia nord-americana en els anys d'entreguerres a partir de 1919, però va ser marginat a un paper relativament menor amb relació a la visió econòmica dominant ("economia ortodoxa") en el període de la postguerra amb l'ascendència de l'escola neoclàssica i el keynesianisme. Va continuar, no obstant això, com un dels principals aspectes de la crítica de l'economia heterodoxa a l'escola neoclàssica i altres i com un programa de recerca en l'economia.
Un recent desenvolupament, compensatori d'aquesta marginació, ha estat el ressorgiment de l'interès en el treball de Commons i Veblen el llarg de les línies evolutives de Darwin, representat, per exemple, en l'obra de Geoffrey Hodgson (Universitat de Hertfordshire)

### Nova economia institucional
A partir de l'anterior va començar, a finas del segle XX un projecte per integrar les percepcions de l'escola institucionalista amb els avanços en la teoria d'organitzacions, teoria d'informació, teoria de drets teoria de despeses, etc, que provenen tant de desenvolupaments en la teoria econòmica “tradicional” o ortodoxa com d'altres disciplines, procés que culmina en l'aparició de la Nova economia institucional.
Conseqüentment l'Institucionalisme en l'actualitat conté diverses influències, des de l'economia institucional "vella" (o "original"); amb la seva crítica al corrent tant principal com unes altres (marxisme, etc), que es veuen reflectides en economistes com Ha-Joon Chang (Universitat de Cambridge) i que inclou quatre premis Nobel en economia: Ronald Coase, Douglass North, Elinor Ostrom  i Oliver E. Williamson.